# Аргел (Ду)
Аргел (фр. Arguel) насеље је и општина у источној Француској у региону Франш-Конте, у департману Ду која припада префектури Безансон.
По подацима из 2011. године у општини је живело 249 становника, а густина насељености је износила 50,0 становника/km². Општина се простире на површини од 4,98 km². Налази се на средњој надморској висини од 450 метара (максималној 507 m, а минималној 300 m).

## Демографија
| 1962. | 1968. | 1975. | 1982. | 1990. | 1999. | 2011. |
| ----- | ----- | ----- | ----- | ----- | ----- | ----- |
| 78    | 109   | 175   | 235   | 240   | 218   | 249   |

График промене броја становника у току последњих година